# Ante Vukasović
Ante Vukasović (Osijek, Hrvatska, 9. siječnja 1929. – Zagreb, 26. siječnja 2021.) je poznati hrvatski pedagog i komeniolog. Umirovljenim je redovnim sveučilišnim profesorom i znanstvenim savjetnikom. Živi u Zagrebu.
Radio je kao učitelj u osnovnoj školi u Šestanovcu. 
U Osijeku je radio kao profesor u srednjoj školi.
U Zagrebu je predavao u statusu profesora na sveučilištu na Odsjeku za pedagogiju Filozofskog fakulteta Sveučilišta u Zagrebu u razdoblju od 1960. do 1993. godine. Od 1979. je i znanstveni savjetnik na istoj ustanovi. 
Osim predavačkih, obnašao je i ravnateljske dužnosti. Bio je direktorom Pedagoškog centra u Osijeku, a nakon odlaska u Zagreb 1960. je bio direktorom Sveučilišnog centra za pedagošku izobrazbu i istraživanje u Zagrebu sve dok nije postao redovnim sveučilišnim profesorom i znanstvenim savjetnikom. Nakon toga je bio direktorom međunarodnog znanstveno-istraživačkog projekta UNFPA.
Znanstveno područje njegovog zanimanja su bili:
- fenomen i teorija odgoja
- komeniologija
- metodika odgojne djelatnosti
- pedagogijska teleologija (teorije svrhe) i aksiologija (teorije vrijednosti)
- sustav pedagogijske znanosti
- temeljna odgojna područja, s naglaskom na obiteljski, intelektualni, moralni i radni odgoj, odgoj i vrijednosti

Najplodnijim je pedagogijskim piscem u Hrvatskoj.
Bio je i stradalnikom progona hrvatskih proljećara u Hrvatskoj. U to vrijeme se u svojim tekstovima i govorima na skupovima zauzimao za hrvatske nacionalne interese, branio je prava hrvatskog naroda i tradicionalne moravne vrijednosti. Vodio je polemike s osobama koje su ta prava, vrijednosti i interese osporavale. Nakon što je krenula sječa proljećara, obilježen je kao nepoćudni hrvatski nacionalist te je bio izoliran, proskribiran i izložen javnom političkom linču.

## Članstva
Domaća:
- Hrvatski pedagoško-književni zbor
- Hrvatsko pedagogijsko društvo
- Hrvatski pokret za život i obitelj
- Hrvatsko žrtvoslovno društvo
- Matica hrvatska

Inozemna:
- Akademija humanističkih znanosti iz Petrograda
- Svjetska asocijacija za pedagoška istraživanja

Bio je predsjednikom Društva hrvatsko-slovačkog prijateljstva od njegova osnutka od 1993. do 2006. godine.

## Nagrade
- 1959. Orden rada trećeg reda
- 1971. Orden rada sa zlatnim vijencem
- 1971. Republička "Nagrada Ivan Filipović" za unapređivanje znanstveno-istraživačkog rada
- 1985. uvrštenje u Pedagogicku Encyklopediu Slovenska, Bratislava
- 1992. Jubilarna plaketu s likom J. A. Komenskog Češke i Slovačke FR
- 1993. Medalja J. A. Komenskog za organizaciju proslave 400. obljetnice njegova rođenja u Hrvatskoj
- 1993. Spomen-plaketa Sveučilišta u Zagrebu
- 1996. Red Danice hrvatske s likom Antuna Radića – odlikovanje predsjednika RH
- 1996. Spomenica Domovinskog rata
- 2000. uvrštenje u Slovnik pedagogu, Praha
- 2001. Državna "Nagrada Ivan Filipović" za životno djelo[2]
- 2003. diploma i srebrena medalja za iznimna postignuća na polju unapređivanja školstva i pedagogije Internacionalnog biografskog centra Cambridge, Engleska

Povodom 80. obljetnice njegova života i 60 godina njegova rad je izašla monografija o Anti Vukasoviću.